# Descristianização da França durante a Revolução Francesa
Descristianização da França durante a Revolução Francesa trata-se de que como foi convencionada chamar o resultado de uma série de políticas conduzidas por vários governos da França entre o início da Revolução Francesa em 1789 e a Concordata de 1801, formando a base de uma política de Estado que prezasse a laicidade. O objetivo da campanha entre 1790 e 1794 ia desde a apropriação pelo Estado dos grandes latifúndios e das grandes quantias de dinheiro em poder da Igreja Católica romana até o fim da prática religiosa cristã e da própria religião.
A Revolução Francesa começou inicialmente com ataques à corrupção na Igreja e à riqueza do alto clero, uma ação com a qual até mesmo muitos cristãos podiam se identificar, já que a Igreja detinha um papel dominante no contexto da França pré-revolucionária. Durante um período de dois anos conhecido como o Reinado do Terror, os episódios de anticlericalismo tornaram-se mais violentos do que qualquer outro na história da Europa moderna. As novas autoridades revolucionárias suprimiram a Igreja, aboliram a monarquia católica, nacionalizaram as propriedades da Igreja, exilaram 30.000 padres e mataram centenas mais. Em outubro de 1793, o calendário cristão adotado até então pela França foi substituído por um contado a partir da data da Revolução, e foram marcadas as Festas da Liberdade, da Razão e do Ser Supremo. Novas formas de religião moral surgiram, incluindo o Culto do Ser Supremo, o Culto da Razão, a Teofilantropia e o Culto Decadário, com o governo revolucionário ordenando brevemente a observância do primeiro em abril de 1794 e do último em setembro de 1798.

## Igreja Católica sob a monarquia

### Antes de 1789
Na França do século XVIII, a grande maioria da população aderiu à Igreja Católica, pois o catolicismo era desde a revogação do Édito de Nantes em 1685 a única religião oficialmente permitida no reino. Apesar do Édito, minorias de protestantes franceses (principalmente huguenotes e luteranos alemães na Alsácia) e judeus viviam na França no início da Revolução francesa. O Edito de Versalhes, comumente conhecido como o Edito da Tolerância, foi assinado por Luís XVI em 7 de novembro de 1787 e não deu aos não protestantes e judeus na França o direito de praticar abertamente suas religiões, mas apenas os direitos ao status legal e civil, que incluía o direito de contrair casamento sem ter que se converter à fé católica. Ao mesmo tempo, estava se popularizando o ateísmo e o anticlericalismo.
O Antigo Regime institucionalizou a autoridade do Clero no porte de primeiro estado, abaixo apenas do Rei. Como o maior proprietário de terras do país, a Igreja Católica controlava propriedades que forneciam enormes receitas de seus inquilinos. A Igreja também tinha uma enorme receita com a coleta de dízimos. Como a Igreja mantinha o registro de nascimentos, óbitos e casamentos e era a única instituição que fornecia hospitais e educação em algumas partes do país, tendo assim capilaridade na França em locais que até mesmo o Estado francês não conseguia atender de maneira devida.

### Entre 1789 e 1792

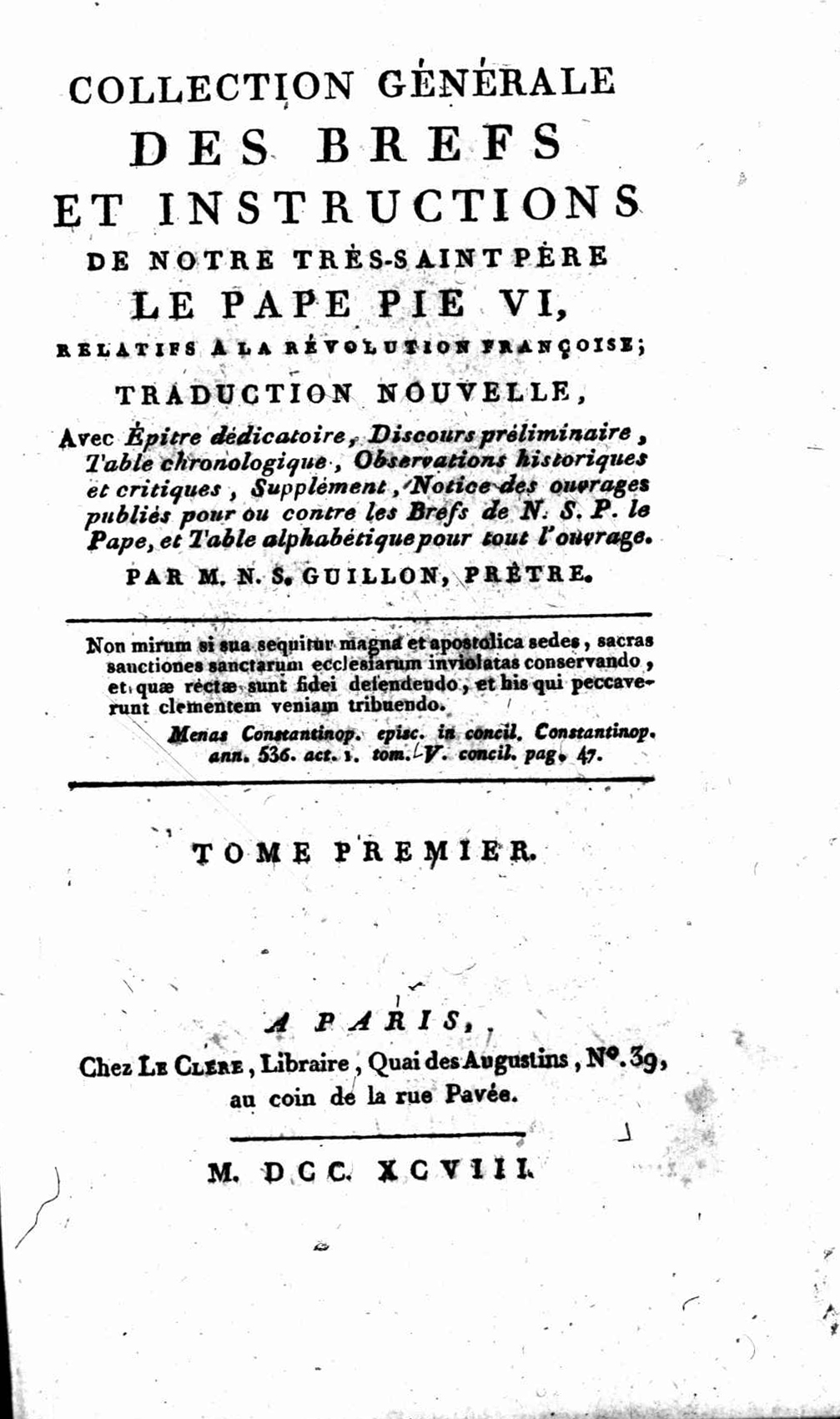
Livro com escritos e instruções relativas à Revolução Francesa, escrito pelo Papa Pio VI em 1798.

Um marco da Revolução francesa foi a abolição dos privilégios dos primeiro e segundo estamento na noite de 4 de agosto de 1789. Em particular, aboliu os dízimos recolhidos pelo clero católico.
Progressos do ponto de vista religiosos foram alcançado com a Declaração dos Direitos do Homem e do Cidadão promulgada em 1789. No seguinte excerto é possível notar à liberdade religiosa na França:
| “ | Artigo 4º – A liberdade consiste em poder fazer tudo aquilo que não prejudique outrem: assim, o exercício dos direitos naturais de cada homem não tem por limites senão os que asseguram aos outros membros da sociedade o gozo dos mesmos direitos. Estes limites apenas podem ser determinados pela Lei. Artigo 10º – Ninguém pode ser inquietado pelas suas opiniões, incluindo opiniões religiosas, contando que a manifestação delas não perturbe a ordem pública estabelecida pela Lei. | ” |

No dia 10 de Outubro de 1789, a Assembleia Nacional Constituinte apoderou-se dos bens e terrenos da Igreja Católica e decidiu vendê-los como assignats, título de empréstimo emitido pelo Tesouro em 1789, cujo valor estava associado aos bens nacionais.
Em 12 de julho de 1790, a Assembleia aprovou a Constituição Civil do Clero que subordinava a Igreja Católica na França ao governo francês. O documento, não foi aceito pelo Papa e outros clérigos de alto escalão em Roma.

## Postura política da Revolução com as religiões

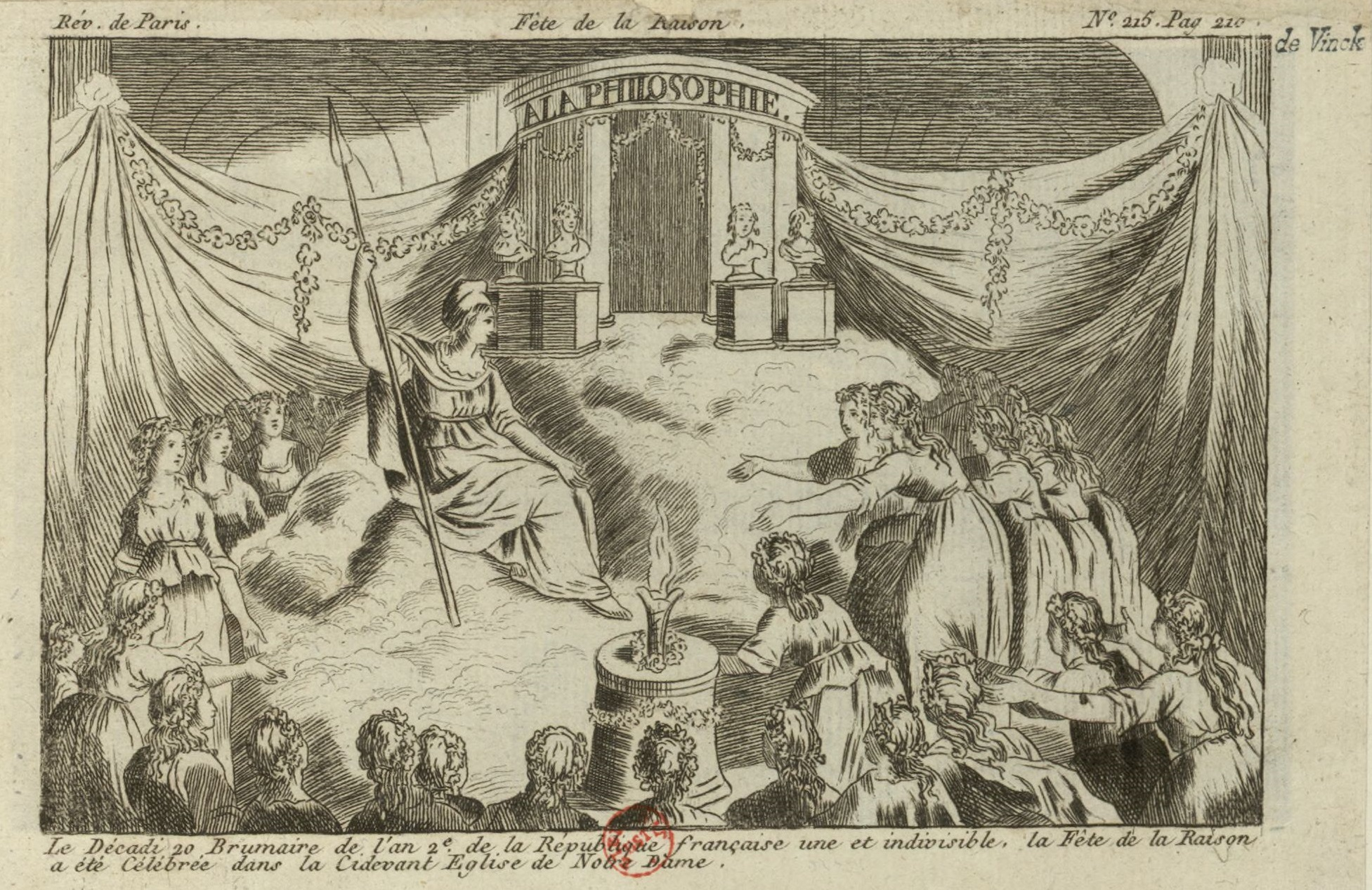
Culto da Razão, Catedral de Notre-Dame de Paris, 10 de novembro de 1973.

O programa de descristianização travado contra o catolicismo e incluiu:
- destruição de estátuas, placas e outras iconografias de locais de culto;[19]
- destruição de cruzes e sinos de igrejas;[19]
- a instituição de cultos revolucionários e cívicos, incluindo o Culto da Razão e posteriormente o Culto do Ser Supremo (primavera de 1794).[21]

Um evento especialmente notável que ocorreu durante a descristianização da França foi o Culto da Razão, realizado na Catedral de Notre Dame em 10 de novembro de 1793.
A campanha de descristianização pode ser vista como a extensão lógica das filosofias materialistas de alguns líderes do Iluminismo, como Voltaire, enquanto para outros com preocupações mais prosaicas, ela forneceu uma oportunidade para desencadear ressentimentos contra a Igreja Católica (no espírito de anticlericalismo convencional) e seu clero.

## A Revolução e a Igreja

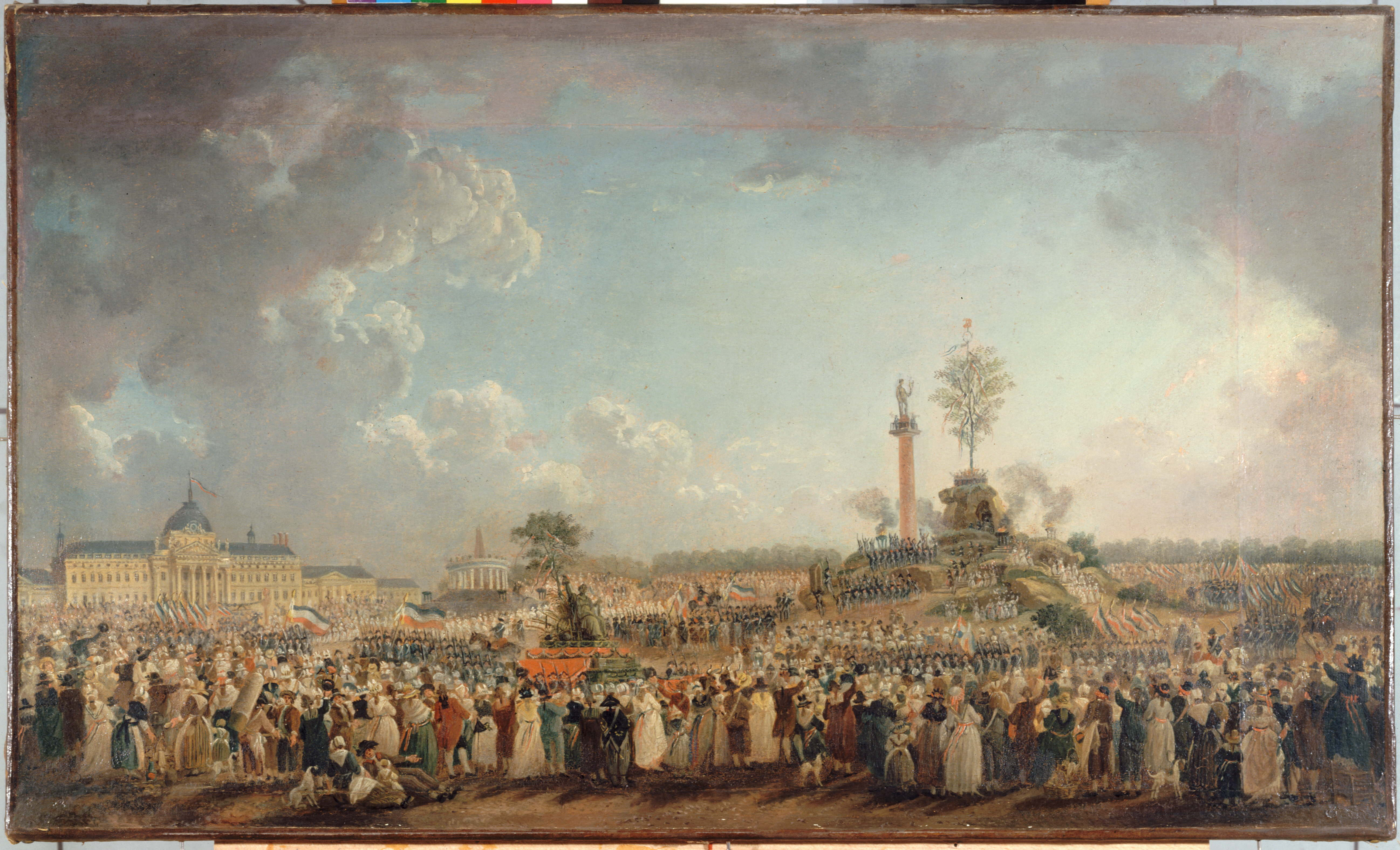
Culto do Ser Supremo, 8 de junho de 1794.

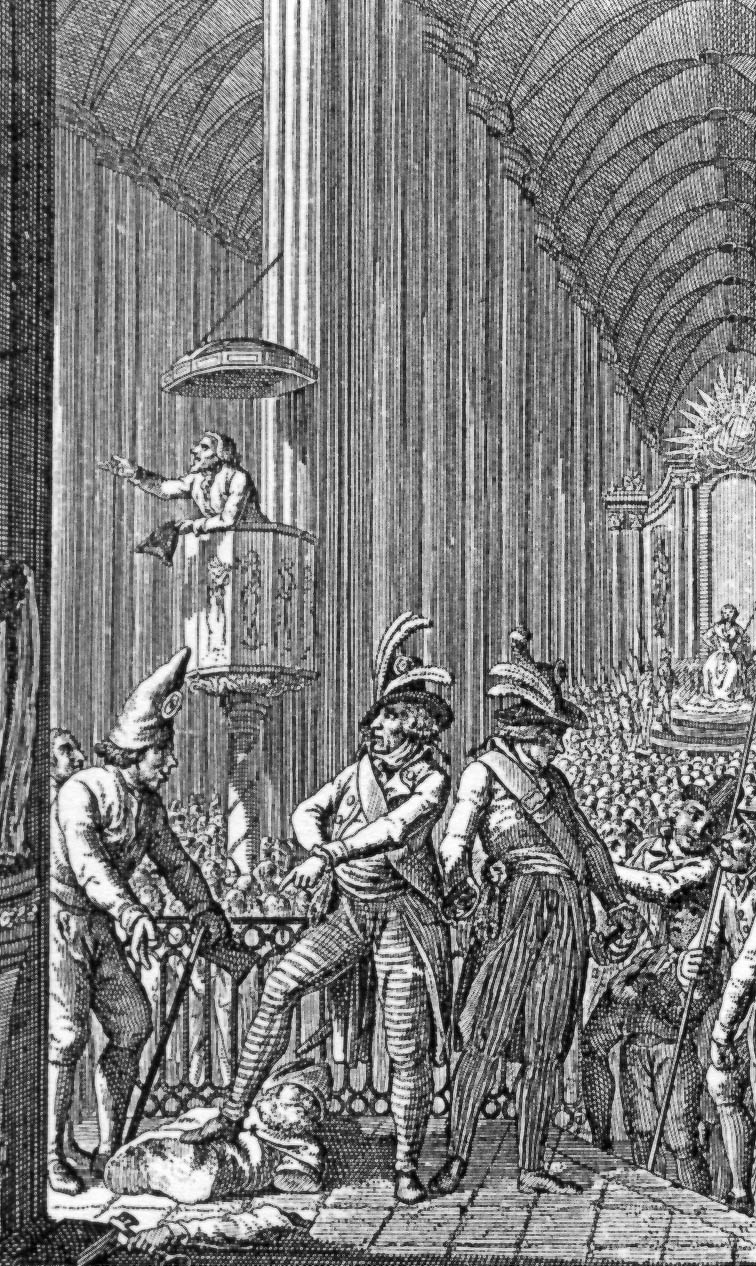
Templo da razão.

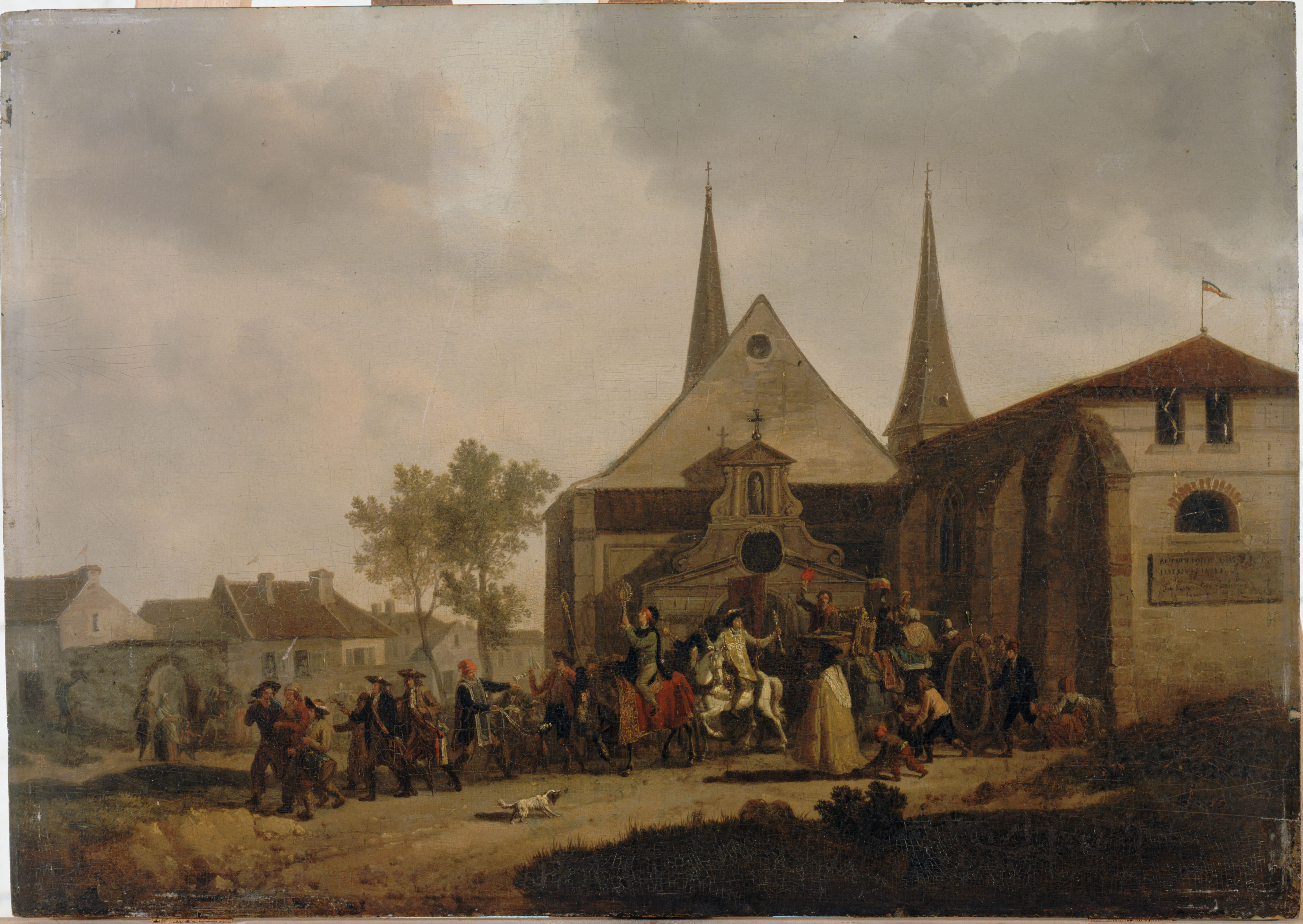
Quadro de Jacques François Joseph Swebach-Desfontaines - Saque de uma igreja durante a Revolução - Museu Carnavalet.

Em agosto de 1789, o Estado francês cancelou o poder tributário da Igreja. A questão da propriedade da Igreja tornou-se central para as políticas do novo governo revolucionário. Declarando que todas as propriedades da Igreja na França pertenciam à nação, os confiscos foram ordenados e as propriedades da Igreja foram vendidas em leilão público.
Em julho de 1790, a Assembleia Nacional Constituinte publicou a Constituição Civil do Clero que despojava os clérigos de seus direitos especiais - o clero deveria ser empregado do Estado, eleito por sua paróquia ou bispado, e o número de bispados deveria ser reduzido — e exigia que todos os padres e bispos fizessem um juramento de fidelidade à nova ordem ou enfrentariam demissão, deportação ou morte.
Os padres franceses precisavam da aprovação papal para assinar tal juramento, e o Papa Pio VI passou quase oito meses deliberando sobre o assunto. No dia 13 de abril de 1791, o Papa denunciou a Constituição, resultando em uma divisão na Igreja Católica francesa. Mais de cinquenta por cento tornaram-se padres abjurados ("jurados"), também conhecidos como "clero constitucional", e padres não-jurados como "clero refratário".
Em setembro de 1792, a Assembleia Legislativa apoiou pautas progressistas, como a legalização o divórcio, contrariando a doutrina católica. Ao mesmo tempo, o Estado tirou da Igreja o controle dos registros de nascimento, óbito e casamento.
Uma visão cada vez maior de que a Igreja era uma força contrarrevolucionária exacerbou as queixas sociais e econômicas e a violência irrompeu em vilas e cidades por toda a França.
Em Paris, durante um período de quarenta e oito horas a partir de 2 de setembro de 1792, enquanto a Assembleia Legislativa (sucessora da Assembleia Nacional Constituinte) se dissolvia no caos, três bispos da Igreja e mais de duzentos padres foram massacrados por multidões enfurecidas; isso constituiu parte do que ficaria conhecido como Massacres de setembro.
As leis anticlericais foram aprovadas pela Assembleia Legislativa e sua sucessora, a Convenção Nacional, bem como pelos conselhos departamentais em todo o país. Muitos dos atos de descristianização em 1793 foram motivados pela apreensão do ouro e da prata da Igreja para financiar os ideais revolucionários. Em novembro de 1793, o conselho do departamento de Indre-et-Loire aboliu a palavra dimanche (português: domingo). O calendário gregoriano, instrumento decretado pelo Papa Gregório XIII em 1582, foi substituído pelo calendário republicano francês que aboliu o sábado, os dias santos e quaisquer referências à Igreja. A semana de sete dias passou a ser de dez dias. Logo ficou claro, no entanto, que nove dias consecutivos de trabalho eram demais e que as relações internacionais não poderiam ser realizadas sem o retorno ao sistema gregoriano, que ainda era usado em todos os lugares fora da França. Consequentemente, o calendário gregoriano foi reimplementado em 1795.
Desfiles anticlericais foram realizados, e o arcebispo de Paris, Jean-Baptiste-Joseph Gobel, foi forçado a renunciar a suas funções e obrigado a substituir sua mitra pelo Barrete frígio. Nomes de ruas e lugares com qualquer tipo de conotação religiosa foram alterados, como a cidade de Saint-Tropez, que tornou-se Héraclée. Os feriados religiosos foram banidos e substituídos por feriados para celebrar a colheita e outros símbolos não religiosos. Muitas igrejas foram convertidas em "templos da razão", nos quais eram realizados cultos deístas. A população local muitas vezes resistiu a essa descristianização e forçou os membros do clero que haviam renunciado a celebrar a missa novamente.
Robespierre e o Comitê de Segurança Pública denunciaram os descristianizadores como inimigos estrangeiros da Revolução e estabeleceram sua própria nova religião. Este Culto do Ser Supremo, sem as supostas "superstições" do Catolicismo, suplantou tanto o Catolicismo quanto o rival Culto da Razão. Ambas as novas religiões tiveram vida curta. Apenas seis semanas antes de sua prisão, em 8 de junho de 1794, o ainda poderoso Robespierre liderou pessoalmente uma vasta procissão por Paris até o Jardins das Tulherias em uma cerimônia para inaugurar a nova fé. Sua execução ocorreu pouco depois, em 28 de julho de 1794.
No início de 1795, um retorno a alguma forma de fé baseada na religião estava começando a tomar forma e uma lei aprovada em 21 de fevereiro de 1795 legalizou o culto público, embora com limitações estritas. Continuavam proibidos o toque dos sinos das igrejas, as procissões religiosas e as exibições da cruz cristã.
Até 1799, os padres ainda estavam sendo presos ou deportados para colônias penais. A perseguição só piorou depois que o exército francês liderado pelo general Louis-Alexandre Berthier capturou Roma no início de 1798, declarou uma nova república romana e também prendeu o papa Pio VI, que morreria em cativeiro em Valence, na França, em agosto de 1799. No entanto, após Napoleão tomar o controle do governo no final de 1799, a França entrou em negociações de um ano com o novo Papa Pio VII, resultando na Concordata de 1801. Isso encerrou formalmente o período de descristianização e estabeleceu as regras para um relacionamento entre a Igreja Católica e o Estado francês.

## Organização da Igreja
Sob ameaça de morte, prisão, recrutamento militar e perda de renda, cerca de vinte mil padres constitucionais foram forçados a abdicar e entregar suas cartas de ordenação, e de seis mil a nove mil deles concordaram ou foram coagidos a se casar. Muitos abandonaram completamente seus deveres pastorais. No entanto, alguns dos que abdicaram continuaram secretamente a ministrar ao povo.
No final da década, aproximadamente trinta mil padres foram forçados a deixar a França, e várias centenas dos que não saíram foram executados. A maioria das paróquias francesas ficou sem os serviços de padre e privada dos sacramentos. Qualquer padre que não jurasse enfrentava a guilhotina ou a deportação para a Guiana Francesa. Na Páscoa de 1794, poucas das quarenta mil igrejas da França permaneciam abertas; muitos foram fechadas, vendidas, destruidas ou convertidas para outros usos.
As vítimas da violência revolucionária, religiosa ou não, eram tratadas popularmente como mártires cristãos, e os locais onde eram mortas tornavam-se destinos de peregrinação. A catequese em casa, a religião popular, as práticas sincréticas e heterodoxas tornaram-se mais comuns. Os efeitos de longo prazo na prática religiosa na França foram significativos. Muitos que foram dissuadidos de suas práticas religiosas tradicionais nunca as retomaram.